# Stadtteilfriedhof Bothfeld

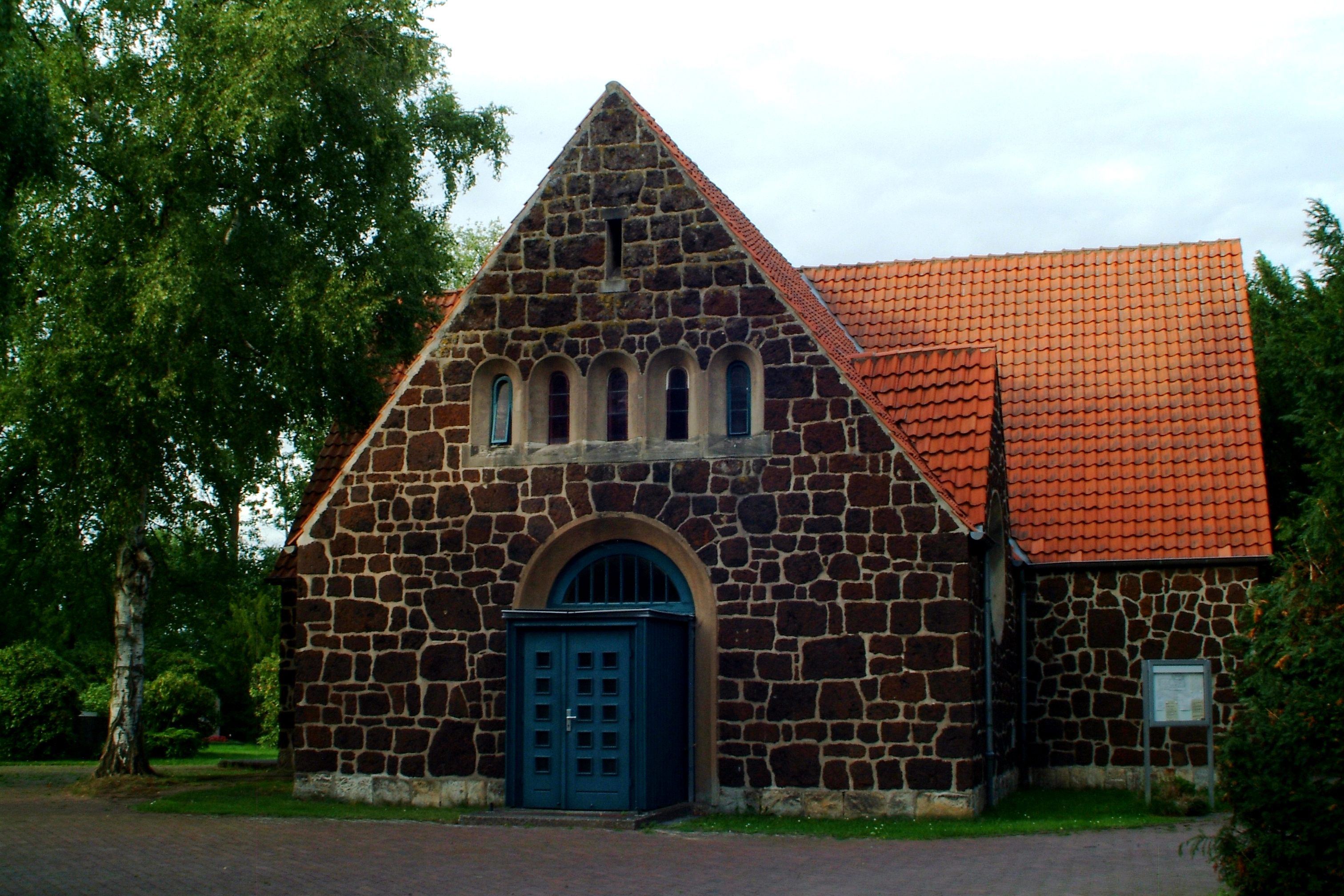
Kapelle aus Raseneisenstein auf dem Friedhof

Der Stadtteilfriedhof Bothfeld (auch Bothfelder Friedhof) in Hannover ist ein 1910 eröffneter Friedhof im Stadtteil Bothfeld.

## Beschreibung

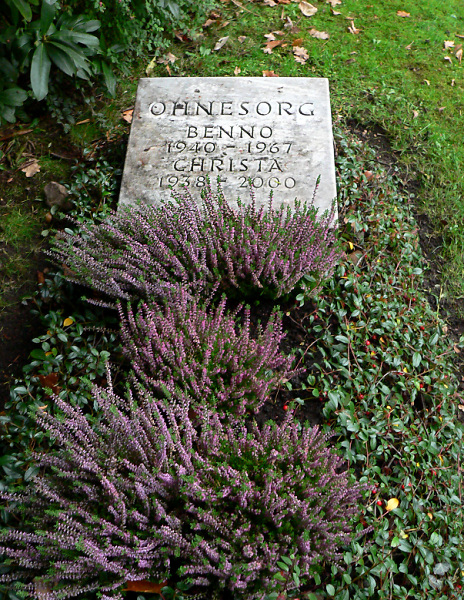
Grablege von Benno und Christa Ohnesorg

Der Hauptzugang erfolgt unter der Adresse Burgwedeler Straße 60. Ein weiterer Eingang befindet sich an der Hartenbrakenstraße. Im Norden wird der Friedhof von einem See begrenzt. Der Friedhof ist mit der Stadtbahnlinie 13 erreichbar, eine gleichnamige Haltestelle befindet sich in der Nähe des Haupteingangs. Der Stadtteilfriedhof wird verwaltet vom Stadtfriedhof Lahe.
Etwa 500 m südlich des Bothfelder Friedhofs ebenfalls an der Burgwedeler Straße befindet sich der 1924 eröffnete Jüdische Friedhof Bothfeld.

## Grabstellen
Der Friedhof ist anders als die großen hannoverschen Stadtfriedhöfe ausschließlich für verstorbene Bewohner des Stadtteils Bothfeld zugelassen.
Die bedeutendste Grablege ist die des während der Studentenbewegung 1967 in Berlin erschossenen Studenten Benno Ohnesorg, der hier unter großer Anteilnahme der Bevölkerung beigesetzt wurde.